# Dar Salim
Dar Salim (født 18. august 1977 i Bagdad) er en dansk skuespiller, som har medvirket i flere danske og internationale film- og tv-produktioner, såsom Gå med fred, Jamil (2008), Borgen (2010-2011), Game of Thrones (2011), Dicte (2013-2016) og Underverden (2017).

## Opvækst
Salim blev født den 18. august 1977 i Bagdad, Irak, og fra han var ét år flygtede han med sine forældre fra landet, før de, da Salim var syv, slog sig ned på Amager, Danmark. Han voksede op i Hørgården i den nordlige del af Urbanplanen. Som 13-årig begyndte han til karate på Shotokan Karate Akademi efter at have set filmen Karate Kid (1984) og efter en periode på ungdomsholdet og en plads på Team Danmark-gymnasiet fik Salim som 15-årig det sorte bælte. Han gik efterfølgende på Tårnby Gymnasium.
Efter gymnasiet aftjente Salim sin værnepligt ved Den Kongelige Livgarde. Han trak frinummer, men meldte sig frivilligt efterfølgende. Efter Livgarden arbejdede han som lærervikar, bagageportør, bartender og fitnessinstruktør for at spare penge op til at kunne uddanne sig til pilot. I 2002 blev han færdiguddannet, men grundet terrorangrebet den 11. september 2001, blev mange sikkerhedsprotokoller skærpet og muligheden for at blive ansat som pilot med arabisk baggrund blev besværliggjort. Efter to års arbejdsløshed og arbejde som fisker og kutterkok, fik Salim mulighed for at blive specialuddannet hos et flyselskab, men kort efter endt uddannelse gik selskabet konkurs. Gennem en tidligere medstuderende fik Salim job hos et andet flyselskab - et job, han har i en del år imens han har mindre jobs som skuespiller. I 2003 fik Salim sin skuespillerdebut med hovedrollen i TV 2-drama-serien Forsvar. Han blev overtalt til at gå med til casting af en kammerat.

## Karriere
Salim fik i 2006 sin filmdebut i kortfilmen Forestillingen om et ukompliceret liv med en mand. I 2008 medvirkede han i Omar Shargawis drama Gå med fred, Jamil i hovedrollen som Jamil. For sin præstation modtog han en Bodil-nominering i kategorien bedste mandlige hovedrolle i 2009. I 2009 medvirkede også han i to tv-serier; Livvagterne og 2900 Happiness, hvor han optrådte i to episoder i begge serier. I 2010 medvirkede han i Thomas Vinterbergs drama Submarino, og havde mindre roller i Min bedste fjende, Smukke mennesker og Sandheden om mænd. 
I 2011 havde Salim sin internationale debut, da han medvirkede i HBOs fantasy-serie Game of Thrones i rollen som Dothraki-krigeren Qotho. Han medvirkede i seks afsnit i den første sæson. Samme år medvirkede han også i det engelske drama The Devil's Double. I 2010-2011 medvirkede han også i DRs politiske dramaserie Borgen.
På teateret har han spillet på Det Kongelige Teater i stykket Nye Stemmer samt den mandlige hovedrolle i Habe kein Angst, Edisons opsætning af Rainer Werner Fassbinders film Angst æder sjæle op.
Desuden har han medvirket i Teater Grobs En Plads i Mit Hjerte i 2013. I 2014 spillede han med i det norske teaterstykke Pearl of Scandinavia, der blev opsat på i forbindelse med teaterfestivalen CPH Stage og spiller kun til og med søndag på Teater Grob.
I 2021-2023 var Salim vært og "Oberst" i tre sæsoner på Kanal 5 og Discovery+-realityserien Stjerner i trøjen. Han var vært sammen med Jacob Riising.
I 2023 medvirkede Salim i Guy Ritchis' actionthriller The Covenant, hvor han spillede over for Jake Gyllenhaal i rollen som den afghanske tolk og soldat, Ahmed.  Filmen modtog positive anmeldelser.

## Privatliv
Salim dannede i en periode par med Meta Louise Foldager, filmproducer, og de har sammen en søn (f. 2011).
Salim offentliggjorde i februar 2024 at han var forlovet med Nanna Boline Lindhardt. Parret har sammen en datter (f. 2024).

## Filmografi

### Film
| År   | Titel                                             | Rolle             |
| ---- | ------------------------------------------------- | ----------------- |
| 2006 | Forestillingen om et ukompliceret liv med en mand | Taxachauffør      |
| 2008 | Gå med fred, Jamil                                | Jamil             |
| 2010 | Submarino                                         | Goran             |
| 2010 | Min bedste fjende                                 | Gymnastiklærer    |
| 2010 | Smukke mennesker                                  | Aversionsterapeut |
| 2010 | Sandheden om mænd                                 | Christian         |
| 2011 | The Devil's Double                                | Azzam             |
| 2011 | Frit fald                                         | Hans              |
| 2011 | Karim                                             | Telefonstemme     |
| 2011 | Magi i luften                                     | Benny             |
| 2012 | Kapringen                                         | Lars Vestergaard  |
| 2013 | Escort                                            | Alex              |
| 2013 | Det andet liv                                     | Mikael            |
| 2014 | Nordic Factory                                    | Amir              |
| 2014 | Familien Jul                                      | Skoleinspektør    |
| 2014 | Exodus: Gods and Kings                            | Commandor Khyan   |
| 2014 | Head Full of Honey                                | Keliner           |
| 2015 | Krigen                                            | Najib Bisma       |
| 2015 | Macho Man                                         | Cem               |
| 2015 | Iqbal & den hemmelige opskrift                    | Onkel Rafig       |
| 2016 | De standhaftige                                   | Læge              |
| 2016 | Iqbal og superchippen                             | Onkel Rafig       |
| 2017 | Underverden                                       | Zaid              |
| 2017 | Lommbock                                          |                   |
| 2018 | Iqbal & Den Indiske Juvel                         | Onkel Rafig       |
| 2018 | Til vi falder                                     | Adam              |
| 2019 | Selvhenter                                        | Sig selv          |
| 2020 | Curveball                                         | Rafid Alwan       |
| 2022 | Sort krabbe                                       | Malik             |
| 2022 | Kærlighed for voksne                              | Christian         |
| 2023 | Underverden II                                    | Zaid              |
| 2023 | Guy Ritchie's The Covenant                        | Ahmed             |

### Tv-serier
| År        | Titel                         | Rolle                         |             |
| --------- | ----------------------------- | ----------------------------- | ----------- |
| 2003      | Forsvar                       | Ahmed Khanafani               | 1 episode   |
| 2009      | Livvagterne                   | Ammar Hayat                   | 2 episoder  |
| 2009      | 2900 Happiness                | 2. pilot                      | 2 episoder  |
| 2011      | Game of Thrones               | Qotho                         | 6 episoder  |
| 2010-2011 | Borgen                        | Amir Dwian                    | 11 episoder |
| 2013      | Broen                         | Peter                         | 4 episoder  |
| 2015      | American Odyssey              | Omar                          | 2 episoder  |
| 2013-2016 | Dicte                         | Bo Skytte                     | 30 episoder |
| 2017      | Jerks                         | Dar                           | 10 episoder |
| 2017      | Gidseltagningen               | Adel                          | 2 episoder  |
| 2018      | Kriger                        | CC                            | 6 episoder  |
| 2016-2018 | Springfloden                  | Abbas El Fassi                | 14 episoder |
| 2018-2019 | Fanget - en morder iblandt os | Jamal Al Othman               | 4 episoder  |
| 2019      | Fred til lands                | Milad                         | 8 episoder  |
| 2021      | Forhøret                      | CC                            | 1 episode   |
| 2022      | Boys                          | Mikael                        | 7 episoder  |
| 2014-2023 | Tatort                        | Mads Andersen og Hassan Nidal | 4 episoder  |